# Коротков, Сергей Александрович (музыковед)
Серге́й Алекса́ндрович Коротко́в (укр. Сергій Олександрович Коротков; 5 апреля 1946, Харьков — 31 января 2010, там же) — советский и украинский востоковед, музыковед, музыкальный критик, диджей, преподаватель, учёный (химик, востоковед), радио- и телеведущий, переводчик, коллекционер, один из основоположников советской рок-журналистики.

## Биография
Сергей Коротков родился 5 апреля 1946 года в Харькове.
В детстве Сергей окончил музыкальную школу по классу фортепиано, которую ненавидел. «Возможно, в противовес музыке академической я и заинтересовался альтернативной — рок-н-роллом, джазом», — допускает Сергей Коротков, между прочим, кандидат химических наук (окончил химический факультет ХГУ в 1969 году). По этому поводу он весьма серьёзно замечает: «Меня часто сравнивали с Бородиным, который был и химиком, и музыкантом». Во второй половине 1990-х годов в Харькове несколько лет выпускался джин-тоник с торговой маркой «Коротков», созданный в результате совместного проекта с киноведом Владимиром Миславским.

### Основоположник рок-журналистики
Сергей Коротков был одним из основоположников рок-журналистики в СССР. Он выпускал самиздатовский рок-н-ролльный журнал «Бит-Эхо», который стал первым отечественным рок-журналом. Появился журнал в Харькове в связи с образованием в городе рок-групп и первым сейшеном в ДК Железнодорожников 1 января 1966 года.
Впоследствии журнал был репрессирован, и Сергей Коротков на двадцать лет ушёл в глухое подполье. Позже он писал статьи под псевдонимом «Морковная корова» в издания «Рок-курьер» и «Похождение дел». Затем, когда рок-музыку официально «разрешили», стал известным музыкальным журналистом.
В последнее время Сергей Коротков был президентом «Журналистского Клуба Харькова».

### Музыковед, ведущий курсов диск-жокеев
В 1960-х годах пел в группе «Идолы» и был президентом первого рок-клуба в Харькове, в 1970-х годах — стал организатором дискотек.
В 1979 году впервые на советском пространстве профсоюзы Харькова организовали курсы диск-жокеев, которые читал Сергей Коротков. К 50-летию Сергея ученики подготовили и издали книгу «История современной музыки», являющейся сборником тех самых лекций.
Осень 1986 года — время начала активной концертной деятельности первого в городе неформального творческого объединения — Харьковского городского Rock-Club’а. Основателями этого движения были: Александр Мартыненко, Сергей Олейник, Андрей Шумилин, Сергей Мясоедов (Rock-Club) и Сергей Коротков с Игорем Кедровским («Radio-50»).
Невзирая на запрет деятельности обкома КПСС, клубу удаётся провести в период с ноября 1987 по декабрь 1989 года серию знаменитых и скандальных в то время, крупномасштабных (3 дня) музыкальных фестивалей, оказавших огромное и во многом революционное влияние на культурную и политическую жизнь города.
Одним из зримых воплощений этого процесса и его закономерным продолжением стала знаменитая тусовка «Сквозняк», подарившая не только Харькову, но и всему миру множество замечательных, талантливых деятелей современной культуры, политики, бизнеса.
«Сквозняк» — так называлось небольшое кафе на ул. Сумской, 50, где собирались участники рок-клуба в его «золотое время». Во второй половине 1980-х именно на «Сквозняке» находился центр рок-движения Харькова — там обменивались музыкой и одалживали инструменты, читали запрещенную литературу. Там играли рок харьковские музыканты и организовывались концерты заезжих звёзд.

### Востоковед
Сергей Коротков занимался изучением и популяризацией учений древнего Востока, такими как суфизм и дзэн-буддизм.
В 1991 году в издательстве «АРС» (Харьков) вышла книга «Плоть и кости дзен» (автор: Пол Репс, тираж 50 тысяч экземпляров), переводчиком с английского и редактором которой был Коротков. В советское время Коротковым было переведены несколько книг Бхагаван Шри Раджниша (Ошо) и издано самиздатом. Позже они были переизданы профессиональным способом, но уже без указания имени переводчика.
В Москве в 1994 году в издательстве «Либрис» вышла тиражом в 10000 экземпляров книга Раджниша «За Пределами Просветления» с указанием авторства переводчика Короткова.

### Теле- и радиоведущий
Сергей Коротков был ведущим радиопрограммы «Коротковолновка». На «Радио-50» вёл передачи «Монстры рок-н-ролла» и «Nirvana».
Также вёл телепрограммы на харьковском канале «Приват TV». В 1990-е годы вел телепрограммы «Коротко(в) о роке», «Musicbox», «Драйв», «Музыкальная кафедра», «Смутное время», неоднократно принимал активное участие в телепередаче «Сэра» (Сергея Щелкановцева) «Под весёлым Роджером».

### Преподаватель
Кроме курсов DJ’ев в 1980-х, Коротков читал лекции по химии в Харьковском Государственном Университете в 1990-х, курс истории современной музыки в Харьковском институте культуры с начала 1990-х и проводил репетиторские занятия по химии с поступающими в ВУЗы.
Лекции Короткова для DJ’ев в Харьковском Доме Самодеятельности были записаны студентами на магнитофон, и в результате в 1996 году в Киеве была издана книга «История Современной Музыки». Книга была издана при содействии Украинского Центра культурных исследований Министерства Культуры и искусства Украины. В тот период Коротков был членом Музыкального общества Украины, что отмечено в аннотации.
С большой долей вероятности можно утверждать, что аудиозаписи лекций С. А. Короткова, использованные впоследствии для издания вышеуказанной книги, были сделаны одним из слушателей курсов. Из-за давности событий, уже невозможно утверждать — каким именно. Точно известен лишь тот факт, что во время лекций Короткова в этой группе, такая запись велась на бобинный магнитофон.
Поскольку книга вышла как подарок-сюрприз к 50-летию Короткова, авторской редакции она не подверглась и содержала много (как шутливо отмечал сам автор) «вопиющих АшиПок». Второе исправленное издание вышло к годовщине смерти С. А. Короткова в январе 2011 года в Харькове. Оно было отредактировано другом, коллегой и единомышленником С. А. Короткова Юрием Шварцем — были исправлены некоторые неточности, добавлены фотоиллюстрации (Изд. Ритм Плюс: «История современной музыки») (недоступная ссылка). В книгу также вошли биография Короткова и воспоминания друзей и учеников.

### Последние годы и смерть
В Харькове дважды проходили благотворительные концерты в поддержку выздоровления музыкального критика и журналиста, последний состоялся 19 декабря 2009 года.
Сергей Коротков умер 31 января 2010 года на 64-м году жизни. Прощание состоялось в харьковском Доме архитекторов.

### Увековечивание памяти
5 апреля 2014 года, в день рождения журналиста, музыковеда, радио- и телеведущего Сергея Короткова, его жена и сын открыли мемориальную доску. Она установлена в Харькове на доме по проспекту Правды, 5, где Коротков провёл большую часть жизни (с 1946 по 1984 год). Автор доски скульптор Дмитрий Ив.

## Семья
Супруга Алла. Сын Вадим, сейчас живёт в Австралии.

## Знаменитые высказывания
«В этом мире много хорошей музыки.»

(Фраза Короткова 1990-х годов, ставшая известной благодаря частому употреблению в эфире «Радио-50», радио Новая волна и других радиостанций)

«…основная тенденция сегодня в музыкальном мире — это очень внимательное обращение к разным этническим музыкальным культурам. Я вижу сегодня будущее музыки в индивидуализации творчества, когда в принципе каждый человек просто при преобразовании своих биотоков в музыкальные звуки может стать творцом и дальше представлять свой продукт на всеобщее обозрение. В этом случае у Украины шансов масса, поскольку украинская нация все-таки очень музыкальная. И если хоть немножко внимания властей будет обращено в эту область, я думаю, Украина получит хороший источник доходов. Именно за счёт музыки. Ведь музыка была, есть и будет, даже если сейчас у нас все так плохо. Все-таки есть ещё люди, считающие, что простые колебания воздуха — а музыка это и есть простые колебания воздуха — заслуживают того, чтобы ими заниматься всю жизнь. Знаете, у меня есть такой афоризм по этому поводу: „Реальность —это иллюзия, вызванная недостатком музыки“».

«Очень хочется, чтобы когда-нибудь Харьков был музыкальным городом, мьюзик-сити. Тем более, что для этого практически ничего не надо делать.»
 — Фраза Короткова, прозвучавшая 19 декабря 2009 года от него по телефону, оказавшаяся его духовным завещанием. Телефонный звонок транслировался на концерте в его поддержку.